# Cinema Palace (Maastricht)

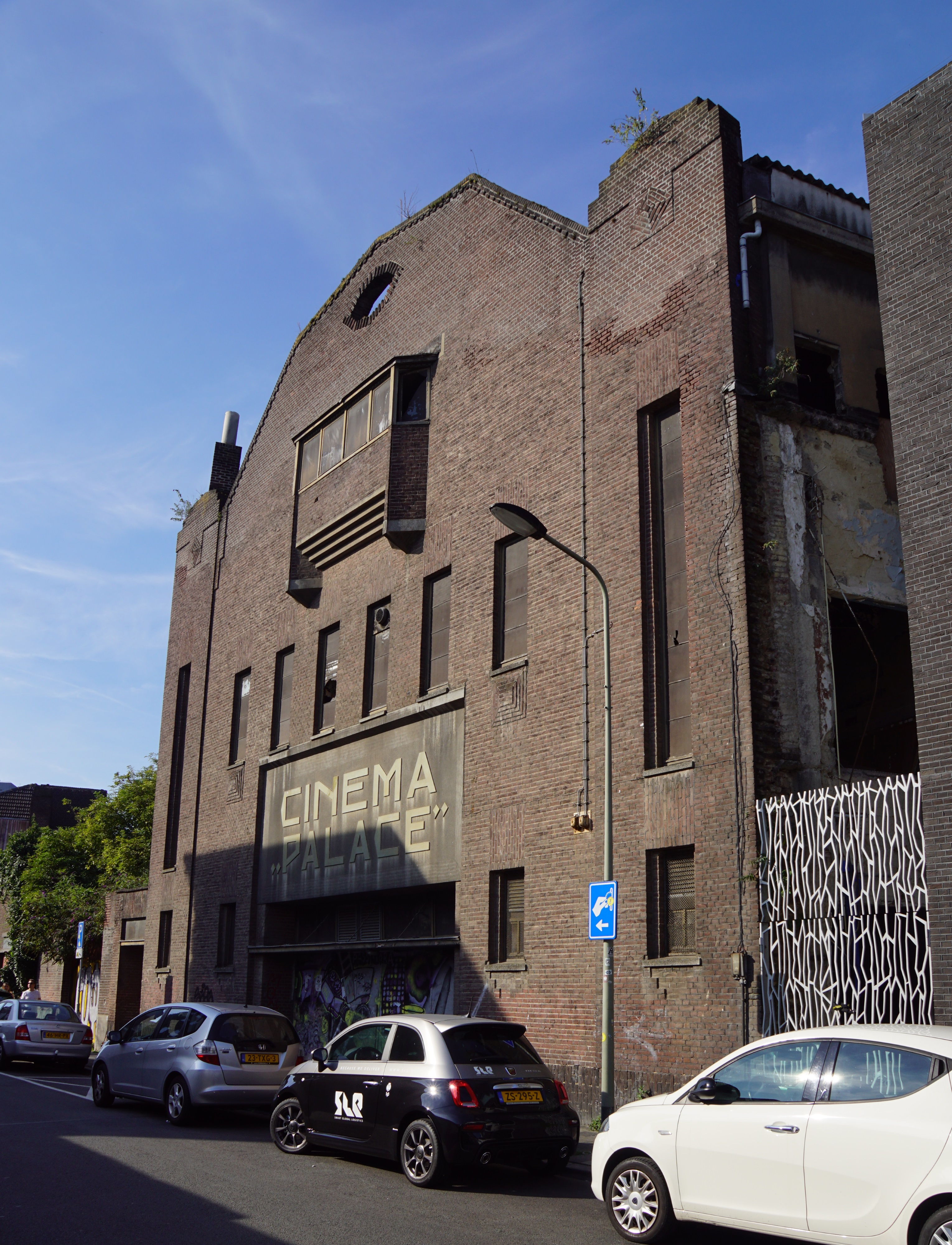
Cinema Palace met art-deco-gevel uit 1927 aan de Lage Barakken (situatie 2019)

De Cinema Palace, ook Palace (Franse uitspraak), was een bioscoop die bestond tussen 1927 en 2005, gelegen aan de Lage Barakken en Wycker Brugstraat in Maastricht.

## Geschiedenis

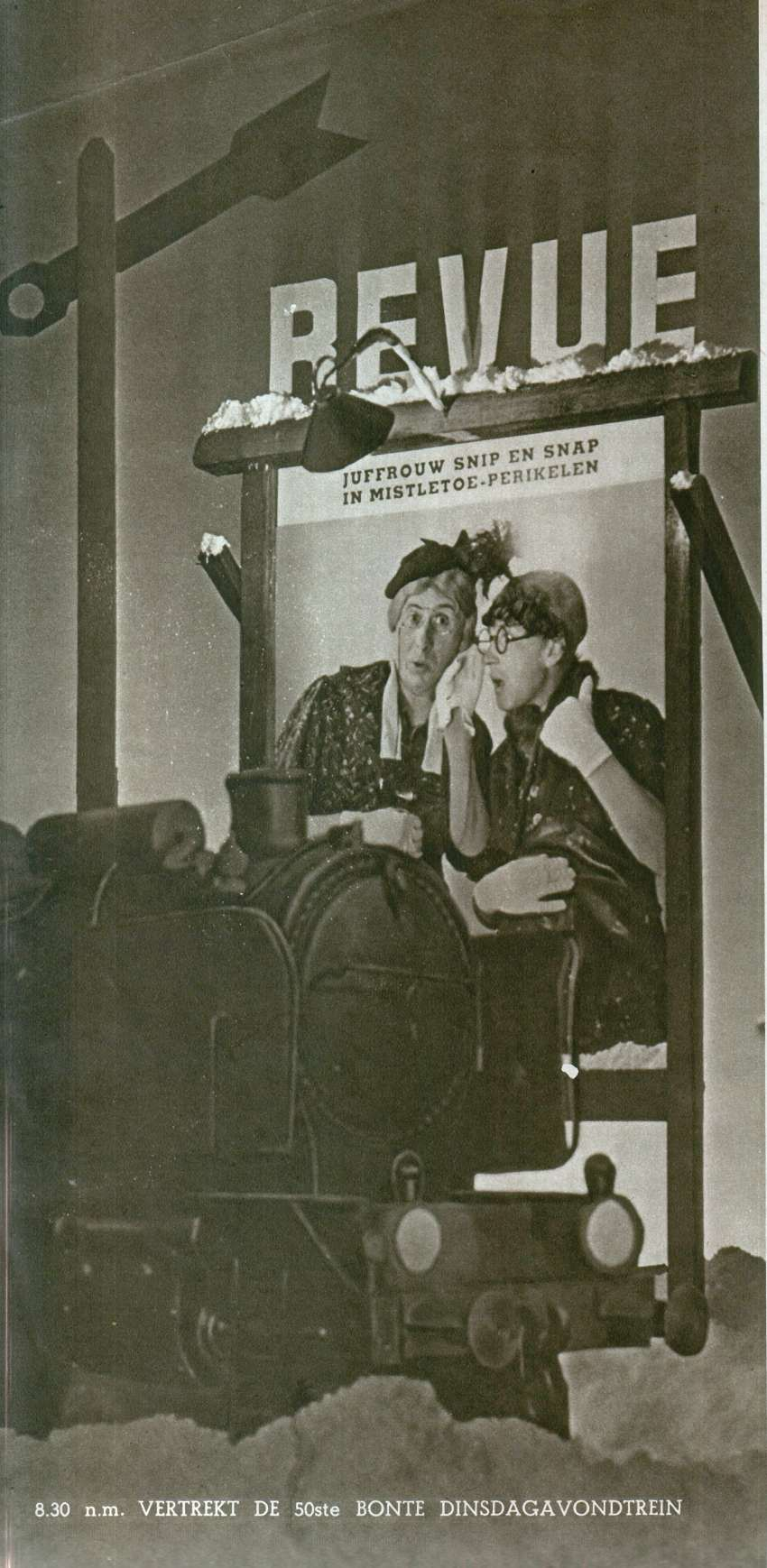
Poster voor een Snip-en-Snap-revue uit 1937

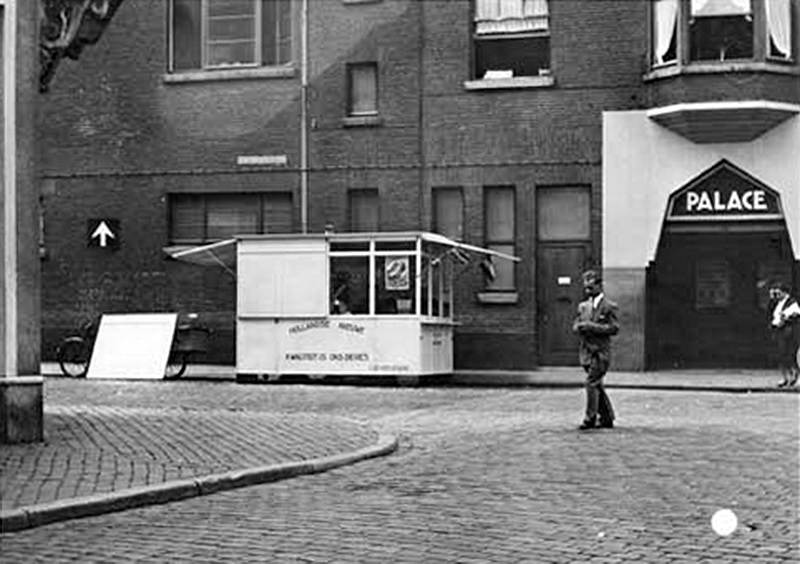
Haringkar bij de Palace (1959)

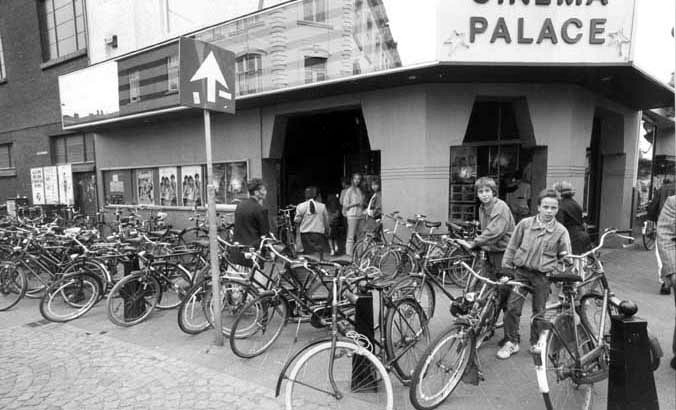
Drukte bij de Palace (1988)

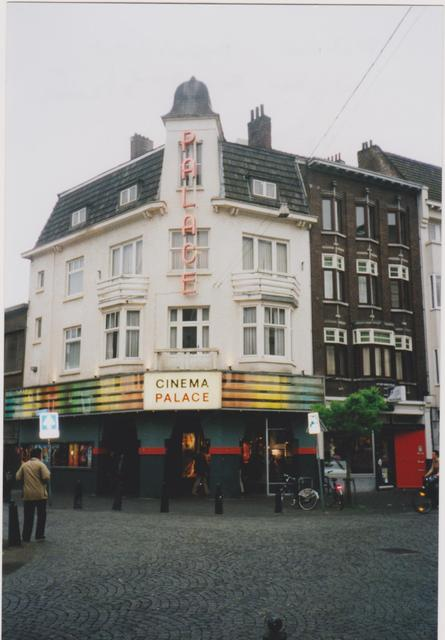
Ingang aan de Wycker Brugstraat (2002)

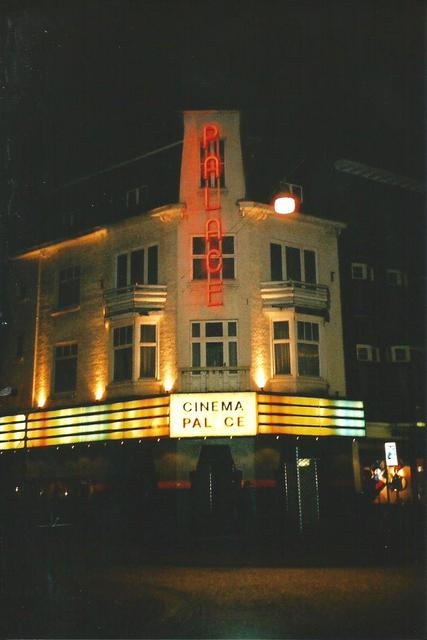
Cinema Palace bij avond, kort voor de sluiting (feb. 2005)

### Eerste bioscopen in Maastricht
In het najaar van 1910 werd de eerste vaste bioscoop geopend in Maastricht aan de Kleine Gracht, die in 1914 de naam Cinema Pathé kreeg en in 1930 vernieuwd werd tot de Mabi (Maastrichtse Bioscoop). Hierna volgden er meer, maar in 1924 bestonden er nog maar twee: de Cinema Pathé en de in 1913 geopende Royal Cinema, Grote Staat 55.

### Beginjaren
In de zomer van 1926 startte in opdracht van de Belg Gustave Crijns, geboren in 1885 in Beek, de bouw van een grote bioscoop op het terrein dat bekend stond als 'Den hoof vaan Jaunez', de ommuurde tuin van Victor Jaunez, directeur van de aardewerkfabriek Société Céramique in de periode 1875-1913. Tot eind 19e eeuw stonden hier de restanten van het 17e-eeuwse Annunciatenklooster. Het gebouw werd opgetrokken in gewapend beton.
De grote zaal had 900 zitplaatsen met de lage rangen beneden en de hoge rangen bestaande uit de loges en fauteuils op het balkon. Dit was een nieuwtje voor Maastricht, omdat beide andere bioscopen het precies omgekeerd hadden. Vooraan in de zaal bevond zich een groot toneel en een orkestbak. De kleedkamers lagen onder en achter het toneel. Het projectiedoek was op het toneel geplaatst, maar dusdanig dat variéténummers de ruimte hadden. In deze periode werden er stomme films gedraaid, waarbij vaak een orkest de muziek verzorgde.
Het interieur was voorzien van wandschilderingen van Johan Borgman en er hingen bronzen wandlampen met 'modern-gekleurde lichtballons'. Tussen de entree en de grote zaal bevond zich een 'salle du café' (gelagkamer). In het gebouw waren ook twee appartementen gerealiseerd, waar in 1931 de bedrijfsleider F. Rutten en een violist woonden; in 1934 bedrijfsleider J. Willems en een machinist van de Nederlandse Spoorwegen.
Op 10 september 1927 opende Cinema Palace haar deuren met de hoofdfilm The Midshipman, een romantisch drama uit 1925 met in de hoofdrollen Ramon Novarro en Harriet Hammond. Elke avond om acht uur draaide er een film. Van zaterdag tot en met dinsdag was er tevens om vijf uur een voorstelling en op zondag om twee uur een kindervoorstelling. In de tweede week van haar bestaan draaide als hoofdfilm The Merry Widow van Erich von Stroheim waarbij de muziek verzorgd werd door een orkest onder leiding van Jean Fontaine. De eerste geluidsfilm, werd in Maastricht op 14 maart 1930 in de Royal Cinema gedraaid, te weten White Shadows in the South Seas uit 1928. Cinema Palace draaide op 27 juni 1930 haar eerste geluidsfilm, de revue-film Studentenpret. De week erop volgde The Wedding March van Erich von Stroheim.
Vanaf april 1933 verhuurde Crijns zijn bioscoop aan de Royal. Het aanbod van de Palace bestond in die tijd vaak uit twee hoofdfilms, voornamelijk Duits of Amerikaans.

### Tweede Wereldoorlog
In de Tweede Wereldoorlog hadden de bioscopen te maken met de Arisierung door de Duitse bezetter. Tijdens de eerste week van de bezetting waren alle Maastrichtse bioscopen gesloten. De Palace opende als eerste weer op 20 mei; onbekend is welke film er draaide. De week erop volgden de Royal en de Mabi. Op 24 mei 1940 waren alle bioscopen weer open. In de eerste drie maanden van de bezetting werden nog Amerikaanse films getoond. Dit werd door de bezetter getolereerd omdat ze de bioscopen open wilde houden en er nog te weinig Duitse films hiervoor beschikbaar waren. Op 19 juli werd verordonneerd dat enkel nog Duitse films gedraaid mochten worden. Toch bleven er tot 8 augustus Amerikaanse films gedraaid worden in Maastrichtse bioscopen. Toen op 23 augustus een nieuw programma met enkel Duitse films startte, werd daar door geen enkele Limburgse bioscoop voor geadverteerd. In de bezettingsjaren werd er vaak uitgeweken naar meer variétévoorstellingen in plaats van films. In de Palace trad bijvoorbeeld de zanger Willy Derby, Willy Alberti of de cabaretier Toon Hermans op. Meestal draaide er slechts 1 film naast toneel of cabaret.
Begin 1941 ontzegde de bezetter joden de toegang tot de bioscopen en werden bioscopen verplicht antisemitische films te draaien en nazipropaganda. Zo draaide de Palace van 12 tot 18 april 1941 Die Rothschilds, toegang voor alle leeftijden. Verder werden in 1941 onder meer Kampfgeschwader Lüdzow en Hitlerjunge Quex gedraaid. De Palace had in 1941 in totaal vier weken geen film op het programma staan, maar twee toneelkluchten, een live-operette en een Snip-en-Snap-revue. De publieke belangstelling was het grootst voor de optredens van de artiesten. Vanaf 1942 werden er minder hoofdfilms gedraaid met een uitgesproken propagandistisch karakter, omdat het publiek het massaal liet afweten bij dit type film. Er werd daarom door de bezetter gekozen om voor de hoofdfilm een propagandafilm te tonen. In 1942 had de Palace in totaal acht weken geen film geprogrammeerd maar toneelkluchten of revue met artiesten zoals Toon Hermans, Kees Pruis en Conny Stuart. Op 2 juli 1942 eindigde de overeenkomst waarbij de Royal de Palace huurde. Vanaf september 1942 werden er in de Mabi, de Royal en de Palace drie middagen in de week familievoorstellingen gegeven met films voor alle leeftijden. In 1943 werden twee hoofdfilms gedraaid met nazipropaganda, waarvan er eentje, Flüchtlinge, draaide in de Palace. Een groot deel van de films die gedraaid werden in 1943 waren vooroorlogs. Ook werden succesvolle films vaak een week langer gedraaid. Er werden minder artiesten geprogrammeerd, al had de Palace twee keer een toneelklucht en twee keer een revue in plaats van een film. Ook in 1944 bestond het filmaanbod uit veelal vooroorlogse films en vaak niet-Duitse films, maar bijvoorbeeld Italiaanse.
Op 6 juni 1944, later bekend als D-day, draaide de Palace de film Der Tiger von Eschnapur. Op 14 september 1944 werd Maastricht bevrijd. De bioscopen werden tijdelijk gesloten. In oktober draaiden de bioscopen weer, nu met Amerikaanse films, aangevoerd door de SHAEF, die hiervoor 40 tot 50% van de opbrengsten vroeg. Vanwege de avondklok begonnen de voorstellingen uiterlijk om zes uur. Vanaf oktober was Maastricht een 'restcenter' (rust- en ontspanningscentrum) voor de geallieerde, voornamelijk Amerikaanse militairen. De bioscopen hadden diverse filmprogramma's die uitsluitend bedoeld waren voor militairen. Fred Astaire trad tijdens zijn USO-tournee op voor de geallieerde troepen in de Palace.
Na de bevrijding werd een begin gemaakt met de 'zuivering', waarbij werd gekeken wie collaboreerde met de Duitse bezetting. Putzeist en Crijns, respectievelijk de directeuren van de Royal en de Palace, werden in hechtenis genomen (in mei en april 1945 respectievelijk), die van de Mabi niet. De reden hiervoor was een conflict tussen de directeuren. Crijns had de huurovereenkomst met de Royal op 3 juli 1942 opgezegd en de Palace laten vergrendelen, waarop de advocaat van Putzeist de politie had ingeschakeld. Hierop had Crijns hulp gevraagd bij het Duitse provinciale bestuur in het 'Witte Huis' aan de Prins Bisschopsingel, die Crijns in het gelijk had gesteld. Tijdens het naoorlogse proces werd Putzeist van blaam gezuiverd. Crijns daarentegen werd verweten dat hij de directie van een bioscoop op zich had genomen terwijl hij wist dat die werd gebruikt voor propagandadoeleinden. Ook het feit dat hij in de Eerste Wereldoorlog als veehandelaar en slager in Wonck handel had gedreven met de Duitse bezetter waarvoor hij door de Belgische autoriteiten tot levenslang was veroordeeld, woog zwaar mee. In 1928 had hij daarvoor weliswaar amnestie gekregen, al moest hij toen wel een fikse geldboete betalen. De bedrijfsleider van de Palace in de periode 1942-1944 verklaarde bij het proces dat Crijns zeer pro-Duits was. Op 4 maart 1947 werden de verdenkingen tegen Crijns gegrond verklaard. Hij kreeg een proeftijd van drie jaar op straffe van ontzegging van onder meer stemrecht en werk gedurende tien jaar.
Tussen 8 november 1945 en 15 maart 1946 draaide de Palace geen films. Op 16 maart 1945 trad Fr. Zeguers aan als bedrijfsleider en was Theo, de zoon van Crijns, de nieuwe directeur. In januari 1949 nam Gustave Crijns deze functie weer over. Tot in de jaren zestig had de Palace last van sancties: de Mabi had op filmbeurzen altijd de eerste keus. Verder mocht de Mabi vier films draaien en de Palace slechts drie.

### Na de Tweede Wereldoorlog
In de eerste jaren na de Tweede Wereldoorlog bestond het aanbod voor twee derde uit Amerikaanse films. Duitse films werden niet gedraaid tot na 1955. In de jaren 50 verdwenen orkesten, variété en revue grotendeels uit de Maastrichtse bioscopen. Dit was voornamelijk wegens bezuiniging omdat de bioscopen te maken hadden met een hoge vermakelijkheidsbelasting (35% vanaf 1948 en vanaf 1956 25%). Tevens had dit waarschijnlijk te maken met het feit dat de bioscopen in plaats van een vast bedrag een winstpercentage aan de distributeur moesten afgeven (70% in de eerste week en elke volgende week steeds lagere percentages), waardoor er minder winst werd gemaakt.
Tussen 1959 en 1969 daalden de bezoekersaantallen in de Maastrichtse bioscopen van 1.040.047 naar 314.000. Tegelijkertijd nam het aantal huishoudens met een televisietoestel spectaculair toe. Om meer bezoekers te trekken werden vaker 'gewaagde' films geprogrammeerd door de Palace en de Royal, zoals de 'Ausklärungsfilms' uit Duitsland, zoals Tödliche Liebe, waarin aan seksuele voorlichting werd gedaan onder een pseudo-wetenschappelijk mom, zodat de censuur kon worden omzeild.
In 1963 werd de Maastrichse Filmliga opgericht die zich tot doel stelde artistieke films te vertonen die in het reguliere bioscoopprogramma geen kans kregen. Op 23 september 1964 draaide de liga Das Brot der frühen Jahren van Herbert Vesely in de Palace, maar deze samenwerking duurde maar tot augustus 1966 omdat ze de films steeds later op de avond moesten draaien waardoor het aantal bezoekers afnam.
In 1967 werd de censuur in het kader van de katholieke nakeuring afgeschaft. De jaren erna nam het aanbod van seksfilms toe.

### Kleinere zalen
Om het filmaanbod te verhogen werden in veel bioscopen in Nederland de grote zalen opgedeeld in kleinere zalen. Nadat in 1964 Crijns was overleden en opgevolgd was door zijn zoon Theo, werd de Palace ook verbouwd. Er werd in 1965 een kleine bioscoopzaal met 130 stoelen gebouwd boven de hal met rood en grijs als dominerende kleuren. In de jaren dertig was dit een kienzaal en later het theaterbureau. Deze zaal kreeg de naam Studio en was uitsluitend bedoeld voor 'culturele films'. De officiële opening vond plaats op 24 maart 1965 in bijzijn van burgemeester Willem Michiels van Kessenich met de film Les Parapluies de Cherbourg met Catherine Deneuve.
In 1967 werd het balkon van de grote zaal van de Palace dichtgebouwd en omgedoopt tot filmzaal Festival met 420 zitplaatsen. De begane grond van de grote zaal werd in 1972 gesplitst in Palace 1 met 235 zitplaatsen en Palace 2 met 200 zitplaatsen. In deze twee zalen werden voornamelijk seksfilms gedraaid.

### Laatste jaren
Op 1985 verkocht Theo Crijns zijn bioscopen waaronder de Palace aan de bedrijfsleiders van de Verenigde Theaters Frans Nohlmans en Henk Winkens. De Studio werd in ditzelfde jaar gesloten.
Op 10 februari 2005 werd de Palace gesloten. Sindsdien werden er plannen gemaakt voor hergebruik van het complex die alle niet werden uitgevoerd. In 2019 werd gemeld dat het leegstaande complex zou worden omgebouwd tot een hotel met 137 kamers. Het pand heeft geen beschermde status en werd reeds deels afgebroken. Het is de bedoeling de markante Palace-gevel te behouden.

## Architectuur
Het pand van de voormalige Cinema Palace strekt zich uit vanaf Lage Barakken 12 tot aan de hoek met de Wycker Brugstraat (nr. 1). Het bioscoopcomplex werd in 1926 gebouwd in de destijds in zwang zijnde art-deco-stijl. Het is niet met zekerheid bekend wie de architecten waren; een originele bouwtekening bevat het stempel van de gebroeders J. en M. Fassotte uit Luik, maar ook de architecten A. Deussen en B. Reggers worden genoemd. Mogelijk was het een samenwerking tussen verschillende partijen. De twee voornaamste resterende bouwdelen zijn sinds 2021 gemeentelijke monumenten.
Het hoekpand Wycker Brugstraat 1, dat oorspronkelijk niet bij het complex hoorde, is omstreeks 2011 opgeknapt en kreeg toen zijn oorspronkelijke functie van winkel-woonhuis terug. Het pand is mogelijk eveneens in 1926 door de genoemde architecten gebouwd. Boven de afgeschuinde hoektravee is een daktorentje gemetseld met een klokvormig, met leien gedekt dakje. De hoektravee en de traveeën aan weerszijden daarvan zijn op de begane grond voorzien van veelhoekige gevelopeningen in de stijl van de art deco. Daarboven bevinden zich twee erkers en drie balkons. Die laatste zijn bij de renovatie omstreeks 2011 voorzien van moderne metalen balkonhekjes. De baksteengevels zijn wit geschilderd; ook op de begane grond, waar de donkere beplating uit de tijd van de bioscoop is verwijderd.
De eenvoudige bakstenen gevel, die tussen het hoekhuis en de oorspronkelijke hoofdingang aan de Lage Barakken stond, is in 2011 gesloopt. Het nieuwe pand, een ontwerp van Wiel Arets, bevat op de begane grond een uitbreiding van de winkel in het hoekpand, met daarboven enkele appartementen. De gevel is opgetrokken uit donkerbruine baksteen en refereert qua vormgeving en kleurstelling aan de nog bestaande bouwdelen.
De gevel met de voormalige hoofdingang aan de Lage Barakken kent duidelijke art-deco-invloeden, zoals de symmetrische indeling, de geometrische ornamenten uitgevoerd in metselwerk en de typische belettering met ruitvormige aanhalingstekens. De brede erker gesteund door uitkragend metselwerk van kunststeen en geflankeerd door driehoekige pilasters daarentegen is kenmerkend voor de Amsterdamse School, net als de overhoekse plaatsing van de schoorsteen linksboven aan de gevel.

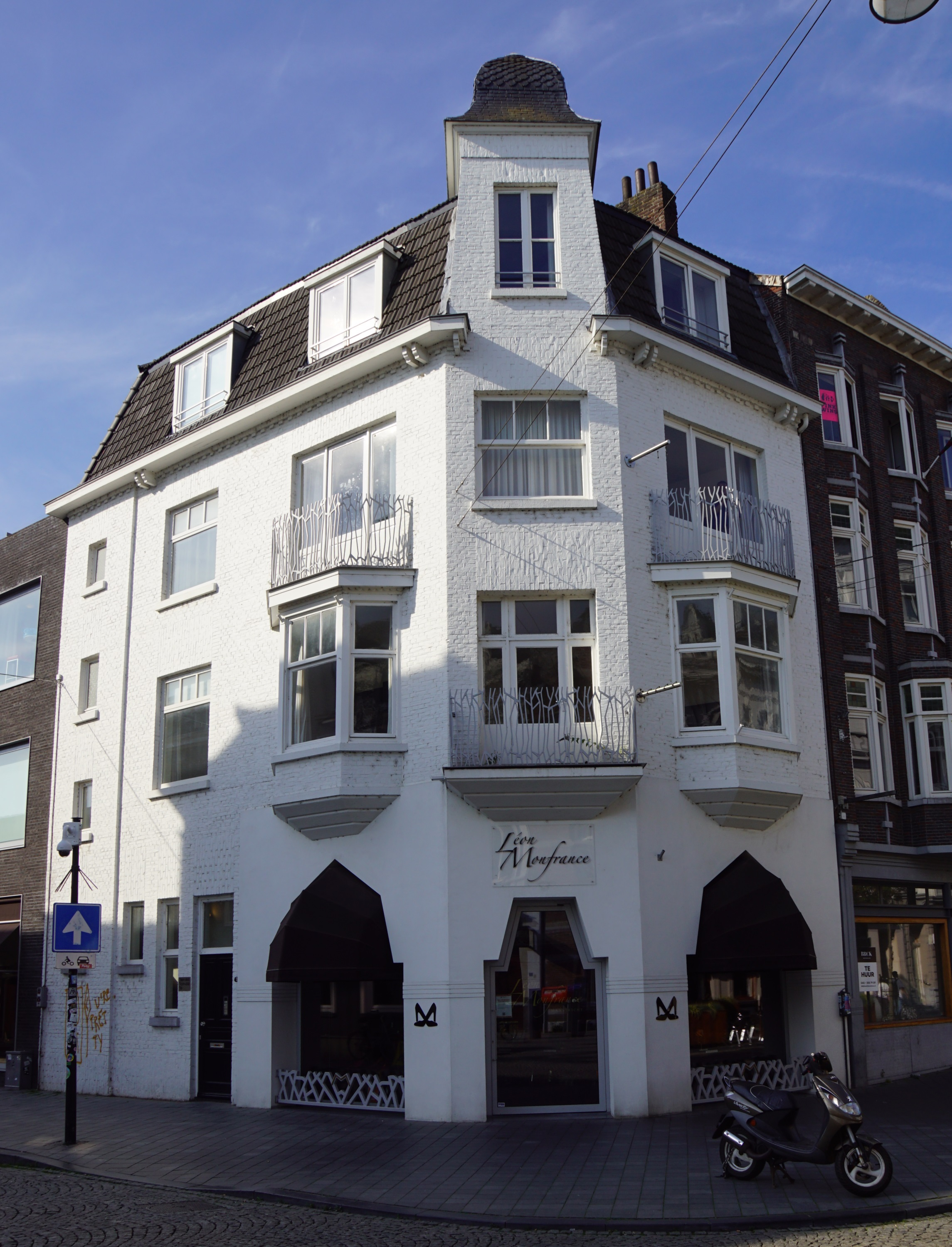
Entreegebouw Wycker Brugstraat
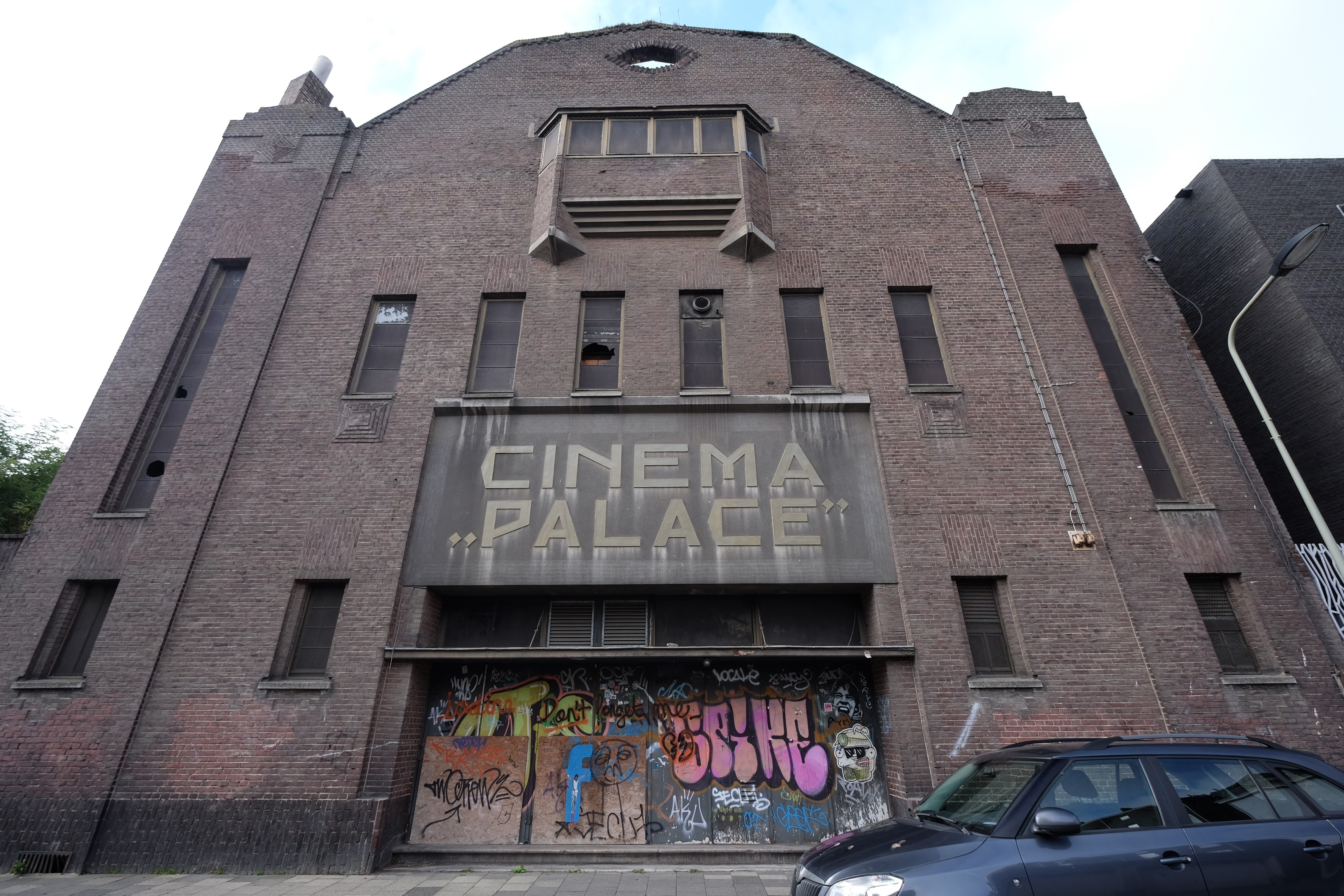
Art-deco-gevel aan de Lage Barakken
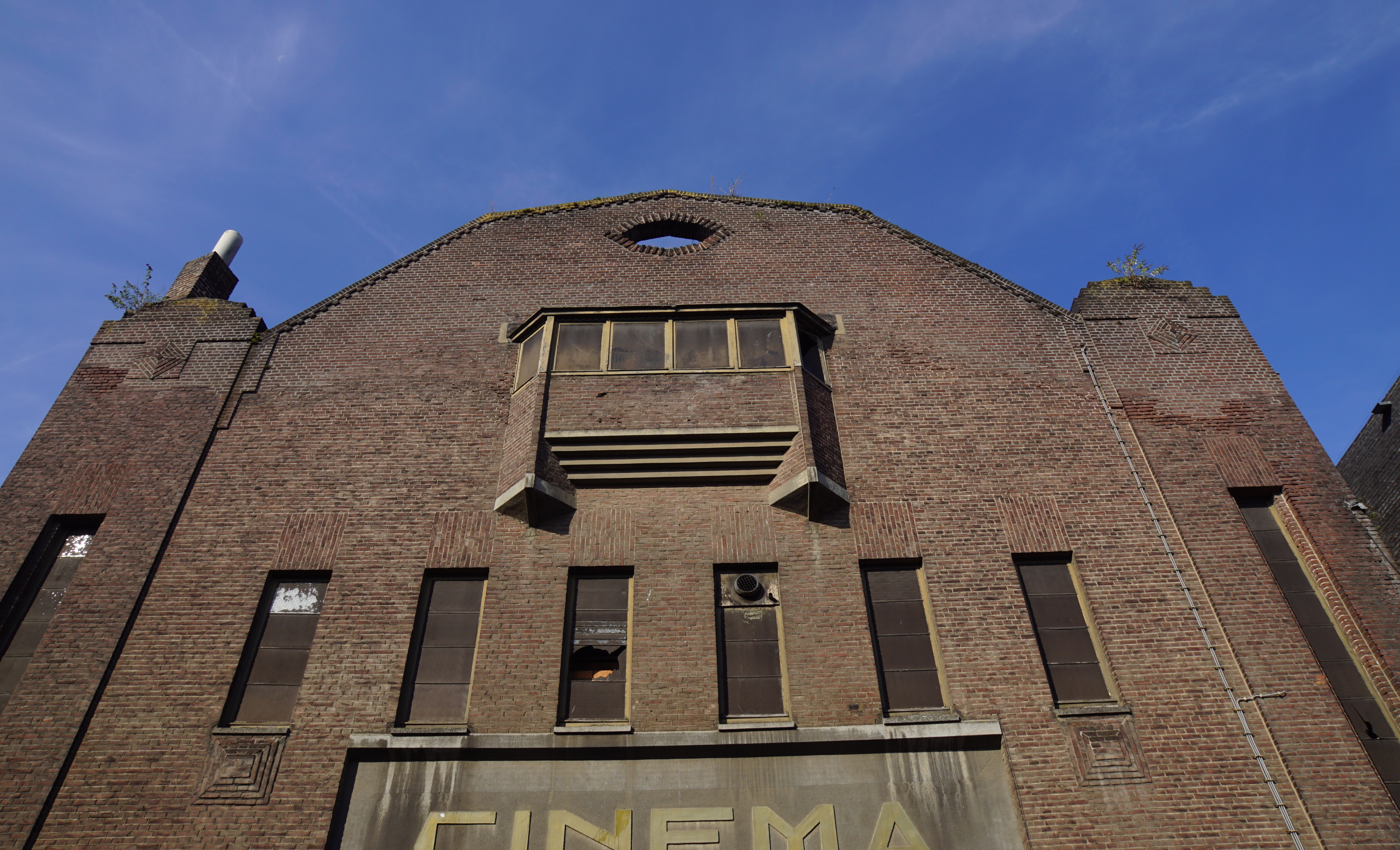
Idem, geveldetail met erker en overhoeks geplaatste schoorsteen
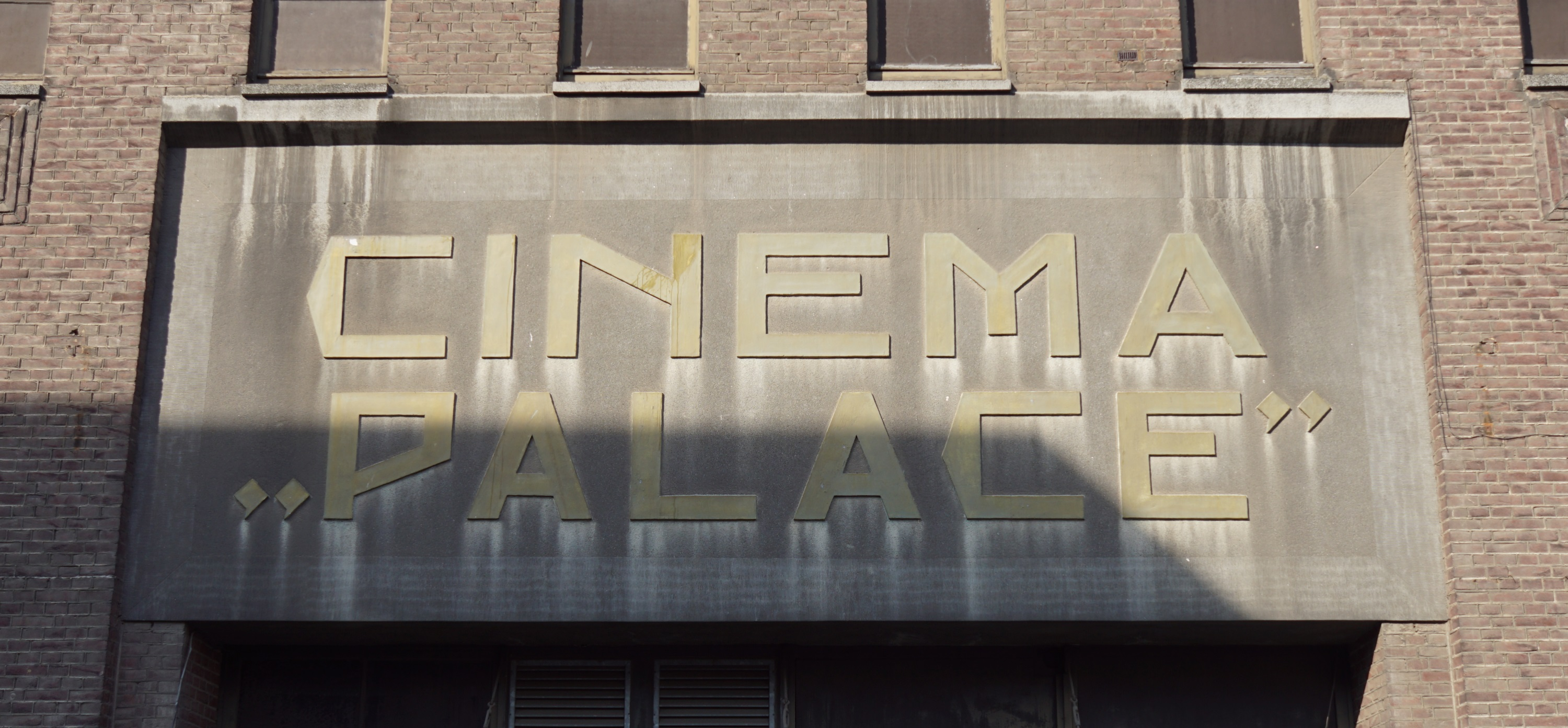
Idem, detail van de naam Cinema "Palace" met aanhalingstekens